# Связное пространство

Множество A связно, а множество B несвязно.

Связное пространство — топологическое пространство, которое не может быть представлено как объединение двух или более непересекающихся непустых открытых подмножеств. Связность является важнейшим топологическим инвариантом и обобщает понятие линейной связности.

## Определение
Непустое топологическое пространство называется несвязным, если его можно представить в виде объединения двух непустых непересекающихся открытых подмножеств. Связное пространство — топологическое пространство, не являющееся несвязным.
Пустое пространство обычно считается несвязным, хотя в литературе по этому поводу имеются разночтения.
Говорят, что подмножество топологического пространства является связным, если оно связано как пространство с индуцированной топологией.

### Эквивалентные определения
Пусть {\displaystyle X} — топологическое пространство. Тогда следующие условия эквивалентны:
1. {\displaystyle X} связно.
2. {\displaystyle X} нельзя разбить на два непустых непересекающихся замкнутых подмножества.
3. Единственные подмножества {\displaystyle X}, являющиеся одновременно открытыми и замкнутыми, — пустое множество {\displaystyle \varnothing } и всё пространство {\displaystyle X}.
4. Единственные подмножества с пустой границей — пустое множество {\displaystyle \varnothing } и всё пространство {\displaystyle X}.
5. {\displaystyle X} не может быть представлено в виде объединения двух непустых множеств, каждое из которых не пересекается с замыканием другого.
6. Единственными непрерывными функциями из {\displaystyle X} в двухточечное множество (с дискретной топологией) являются константы.

## Связанные определения
- Каждый элемент топологического пространства содержится в его некотором максимальном связном подмножестве. Такие максимальные связные подмножества называются его компонентами связности, связными компонентами или просто компонентами.
  - Пространство, в котором каждая компонента связности состоит из одной точки, называется вполне несвязным. Примером могут служить любые пространства с дискретной топологией, пространство {\displaystyle \mathbb {Q} } рациональных чисел на числовой прямой и канторово множество.
- Если существует база топологии пространства {\displaystyle X}, состоящая из связных открытых множеств, тогда топология пространства {\displaystyle X} и само пространство {\displaystyle X} (в этой топологии) называются локально связными.
- Связное компактное хаусдорфово пространство называется континуумом.
- Пространство {\displaystyle X}, для любых двух различных точек {\displaystyle x} и {\displaystyle y} которого существуют открытые непересекающиеся множества {\displaystyle U\ni x} и {\displaystyle V\ni y} такие, что {\displaystyle X=U\cup V}, называется вполне раздельным.[источник не указан 2716 дней] Любое вполне раздельное пространство вполне несвязно, однако обратное неверно. Например, рассмотрим пространство, состоящее из двух копий множества {\displaystyle \mathbb {Q} }, введём на нём отношение эквивалентности по правилу {\displaystyle q\sim p\Leftrightarrow q=p,\;q\neq 0,\;p\neq 0}. Факторпространство по этому отношению является вполне несвязным, однако для двух (по определению различных) копий нуля не найдётся двух открытых множеств, удовлетворяющих определению вполне раздельного пространства.

## Свойства
- В любом топологическом пространстве одноточечные подмножества — связные.
- В связном пространстве каждое подмножество (кроме пустого и всего пространства) имеет непустую границу.
  - Подмножества с пустой границей являются одновременно открытыми и замкнутыми подмножествами и называются просто открыто-замкнутыми. В связном пространстве все открыто-замкнутые подмножества тривиальны — либо пусты, либо совпадают со всем пространством.
- Образ связного множества при непрерывном отображении связен.
- Связность пространства — топологическое свойство, то есть свойство, инвариантное относительно гомеоморфизмов.
- Замыкание связного подмножества {\displaystyle A} связно.
  - Более того, всякое «промежуточное» подмножество {\displaystyle B} ({\displaystyle A\subset B\subset {\bar {A}}}) тоже связно. Другими словами, если связное подмножество {\displaystyle A} плотно в {\displaystyle B}, то множество {\displaystyle B} тоже связно.
- Пусть {\displaystyle \{A_{\alpha }\}} — семейство связных множеств, каждое из которых имеет непустое пересечение со связным множеством {\displaystyle A}. Тогда множество
{\displaystyle A\cup \left(\bigcup _{\alpha }A_{\alpha }\right)}

тоже связно. (То есть если к связному множеству подклеивать произвольное семейство связных множеств, объединение всегда будет оставаться связным.)
- Произведение связных пространств связно. Если хоть один из множителей несвязен, произведение будет несвязным.
- Каждая компонента пространства {\displaystyle X} является замкнутым множеством. Различные компоненты пространства {\displaystyle X} не имеют общих точек. Компоненты связности подмножества {\displaystyle A} пространства {\displaystyle X} — это максимальные связные подмножества множества {\displaystyle A}.
- Непрерывное отображение из связного пространства во вполне несвязное сводится к отображению в одну точку.
- Локально связные пространства не обязаны быть связными, а связные — не обязаны быть локально связными.
- В локально связном пространстве компоненты связности открыты.
- Любое линейно связное пространство связно.
  - Обратное неверно; например замыкание графика функции {\displaystyle \sin {\tfrac {1}{x}}} связно, но не линейно связно (это множество содержит отрезок {\displaystyle [-1,1]} на оси ординат).

## Примеры
- Псевдодуга — пример вполне линейно несвязного континуума.
- Веер Кнастера — Куратовского — пример такого связного подмножества плоскости, что удаление из него одной точки делает его вполне несвязным.
- Множество Мандельброта — пример связного множества, относительно которого неизвестно, является ли оно линейно связным.

## Вариации и обобщения
- Линейно связное пространство